# Bent Høie
Bent Høie, född 4 maj 1971 i Randaberg, är en norsk politiker inom Høyre. Mellan 2013 och 2021 var han hälsominister i Erna Solbergs regering.
Høie har varit ledamot av Stortinget från Rogaland sedan 2000, då han ersatte den avlidne ledamoten Jan Johnsen. Han var ordförande för Stortingets hälso- och vårdkommitté 2009–2013 och var Høyres andra vice ordförande 2010–2020. I Stortingsvalet i Norge 2017 var han Høyres första kandidat i Rogaland.
Høie har utsetts till fylkesmann i Rogaland med tillträde efter stortingsvalet 2021.